# Киселёво (Орловская область)
Киселёво — деревня в Корсаковском районе Орловской области России. Входит в состав Нечаевского сельского поселения.

## География
Деревня находится на берегу реки Раковка, на расстоянии 22 км к юго-востоку от села Корсаково, административного центра района, и 90 км к северо-востоку от города Орёл, административного центра области.

### Часовой пояс
Деревня Киселёво, как и вся Орловская область, находится в часовой зоне МСК (московское время). Смещение применяемого времени относительно UTC составляет +3:00.

## Население
| 1857 | 1859 | 1915 | 2010 |
| ---- | ---- | ---- | ---- |
| 499  | ↗520 | ↗651 | ↘0   |

## Известные уроженцы
- Тюленин, Сергей Гаврилович (1925—1943) — советский подпольщик, один из основателей штаба организации «Молодая гвардия», Герой Советского Союза.